# Selfcaged
Selfcaged är en EP med det svenska progressiva extrem metal-bandet Meshuggah. EP:n släpptes november 1994 av skivbolaget Nuclear Blast. Spåren 1–3 återfinnas på albumet Destroy Erase Improve.

## Låtlista
1. "Vanished" – 5:34
2. "Suffer in Truth" – 4:26
3. "Inside What's Within Behind" – 4:10
4. "Gods of Rapture" (live) – 4:53

Total speltid: 18:56
USA-utgåvan
1. "Gods of Rapture" – 5:11
2. "Humiliative" – 5:17
3. "Suffer in Truth" – 4:24
4. "Inside What's Within Behind" – 4:08
5. "Gods of Rapture" (live) – 4:53

Total speltid: 23:53

## Medverkande
Musiker (Meshuggah-medlemmar)
- Jens Kidman – sång
- Fredrik Thordendal – gitarr
- Tomas Haake – trummor
- Peter Nordin – basgitarr
- Mårten Hagström – rytmgitarr

Produktion
- Meshuggah – producent (spår 1–3), omslagsdesign, omslagskonst
- Fredrik Thordendal, Nenne Zetterberg – producent (spår 4)
- Fredrik Thordendal – ljudtekniker (spår 1–3)
- Janne Waldenmark, Staffan Schöier – ljudtekniker (spår 4)
- Alex Grey – omslagskonst